# Théorème de Silverman-Toeplitz
En mathématiques, le théorème de Silverman-Toeplitz, démontré pour la première fois par Otto Toeplitz, est un résultat sur la sommabilité des séries caractérisant les méthodes de sommabilité des matrices qui sont régulières. Une méthode de sommabilité de matrice régulière est une transformation de suite linéaire qui préserve les limites des suites convergentes . La transformation de suite linéaire peut être appliquée aux suites divergentes de sommes partielles de séries divergentes pour donner des valeurs à ces sommes de séries.
Une matrice infinie {\displaystyle (a_{i,j})_{i,j\in \mathbb {N} }} avec des coefficients complexes définit une méthode de sommabilité de matrice régulière si et seulement si elle satisfait toutes les propriétés suivantes :
{\displaystyle {\begin{aligned}&\lim _{i\to +\infty }a_{i,j}=0\quad j\in \mathbb {N} &&{\text{(Chaque suite de colonne converge vers 0.)}}\\[3pt]&\lim _{i\to +\infty }\sum _{j=0}^{+\infty }a_{i,j}=1&&{\text{(La somme par ligne converge vers 1.)}}\\[3pt]&\sup _{i}\sum _{j=0}^{+\infty }\vert a_{i,j}\vert <\infty &&{\text{(Les sommes absolues par ligne sont bornées.)}}\end{aligned}}}
Un exemple est la sommation de Cesàro, une méthode de sommabilité matricielle avec
{\displaystyle a_{mn}={\begin{cases}{\frac {1}{m}}&n\leq m\\0&n>m\end{cases}}={\begin{pmatrix}1&0&0&0&0&\cdots \\{\frac {1}{2}}&{\frac {1}{2}}&0&0&0&\cdots \\{\frac {1}{3}}&{\frac {1}{3}}&{\frac {1}{3}}&0&0&\cdots \\{\frac {1}{4}}&{\frac {1}{4}}&{\frac {1}{4}}&{\frac {1}{4}}&0&\cdots \\{\frac {1}{5}}&{\frac {1}{5}}&{\frac {1}{5}}&{\frac {1}{5}}&{\frac {1}{5}}&\cdots \\\vdots &\vdots &\vdots &\vdots &\vdots &\ddots \\\end{pmatrix}}.}

## Définition formelle
Soit la matrice infinie susmentionnée {\displaystyle (a_{i,j})_{i,j\in \mathbb {N} }} des éléments complexes satisfaisant les conditions suivantes :
1. {\displaystyle \lim _{i\to \infty }a_{i,j}=0} pour tout {\displaystyle j\in \mathbb {N} } fixé .
2. {\displaystyle \sup _{i\in \mathbb {N} }\sum _{j=1}^{i}\vert a_{i,j}\vert <\infty } ;

et {\displaystyle z_{n}} une suite de nombres complexes qui converge vers {\displaystyle \lim _{n\to \infty }z_{n}=z_{\infty }} . On désigne par {\displaystyle S_{n}} la suite de somme pondérée : {\displaystyle S_{n}=\sum _{m=1}^{n}{\left(a_{n,m}z_{n}\right)}} .
Les résultats suivants sont alors vérifiés :
1. Si {\displaystyle \lim _{n\to \infty }z_{n}=z_{\infty }=0}, alors {\displaystyle \lim _{n\to \infty }{S_{n}}=0} .
2. Si {\displaystyle \lim _{n\to \infty }z_{n}=z_{\infty }\neq 0} et {\displaystyle \lim _{i\to \infty }\sum _{j=1}^{i}a_{i,j}=1}, alors {\displaystyle \lim _{n\to \infty }{S_{n}}=z_{\infty }}[1].

## Preuve

### Preuve du 1.
Pour {\displaystyle j\in \mathbb {N} } fixe donné, les suites complexes {\displaystyle z_{n}}, {\displaystyle S_{n}} et {\displaystyle a_{i,j}} tendent vers zéro si et seulement si les suites réelles {\displaystyle \left|z_{n}\right|}, {\displaystyle \left|S_{n}\right|} et {\displaystyle \left|a_{i,j}\right|} tendent respectivement vers zéro. On note également {\displaystyle M=\sup _{i\in \mathbb {N} }\sum _{j=1}^{i}\vert a_{i,j}\vert >0} .
Puisque {\displaystyle \left|z_{n}\right|\to 0}, pour tout {\displaystyle \varepsilon >0} fixé, il existe {\displaystyle N_{\varepsilon }=N_{\varepsilon }\left(\varepsilon \right)}, tel que pour chaque {\displaystyle n>N_{\varepsilon }\left(\varepsilon \right)}, on a {\displaystyle \left|z_{n}\right|<{\frac {\varepsilon }{2M}}} . Ensuite, pour certains {\displaystyle N_{a}=N_{a}\left(\varepsilon \right)>N_{\varepsilon }\left(\varepsilon \right)} , on a {\displaystyle \left|a_{n,m}\right|<{\frac {M}{N_{\varepsilon }}}} pour chaque {\displaystyle n>N_{a}\left(\varepsilon \right)} et {\displaystyle 1\leqslant m\leqslant n} . Par conséquent, pour chaque {\displaystyle n>N_{a}\left(\varepsilon \right)}
{\displaystyle {\begin{aligned}&\left|S_{n}\right|=\left|\sum _{m=1}^{n}\left(a_{n,m}z_{n}\right)\right|\leqslant \sum _{m=1}^{n}\left(\left|a_{n,m}\right|\cdot \left|z_{n}\right|\right)=\sum _{m=1}^{N_{\varepsilon }}\left(\left|a_{n,m}\right|\cdot \left|z_{n}\right|\right)+\sum _{m=N_{\varepsilon }}^{n}\left(\left|a_{n,m}\right|\cdot \left|z_{n}\right|\right)<\\&<N_{\varepsilon }\cdot {\frac {M}{N_{\varepsilon }}}\cdot {\frac {\varepsilon }{2M}}+{\frac {\varepsilon }{2M}}\sum _{m=N_{\varepsilon }}^{n}\left|a_{n,m}\right|\leqslant {\frac {\varepsilon }{2}}+{\frac {\varepsilon }{2M}}\sum _{m=1}^{n}\left|a_{n,m}\right|\leqslant {\frac {\varepsilon }{2}}+{\frac {\varepsilon }{2M}}\cdot M=\varepsilon \end{aligned}}}
ce qui signifie donc que les deux suites {\displaystyle \left|S_{n}\right|} et {\displaystyle S_{n}} convergent vers zéro.

### Preuve 2.
{\displaystyle \lim _{n\to \infty }\left(z_{n}-z_{\infty }\right)=0} . En appliquant l’énoncé déjà prouvé, on obtient {\displaystyle \lim _{n\to \infty }\sum _{m=1}^{n}{\big (}a_{n,m}\left(z_{n}-z_{\infty }\right){\big )}=0} . Enfin,
{\displaystyle \lim _{n\to \infty }S_{n}=\lim _{n\to \infty }\sum _{m=1}^{n}{\big (}a_{n,m}z_{n}{\big )}=\lim _{n\to \infty }\sum _{m=1}^{n}{\big (}a_{n,m}\left(z_{n}-z_{\infty }\right){\big )}+z_{\infty }\lim _{n\to \infty }\sum _{m=1}^{n}{\big (}a_{n,m}{\big )}=0+z_{\infty }\cdot 1=z_{\infty }}, ce qui complète la preuve.